# Ningbo Open

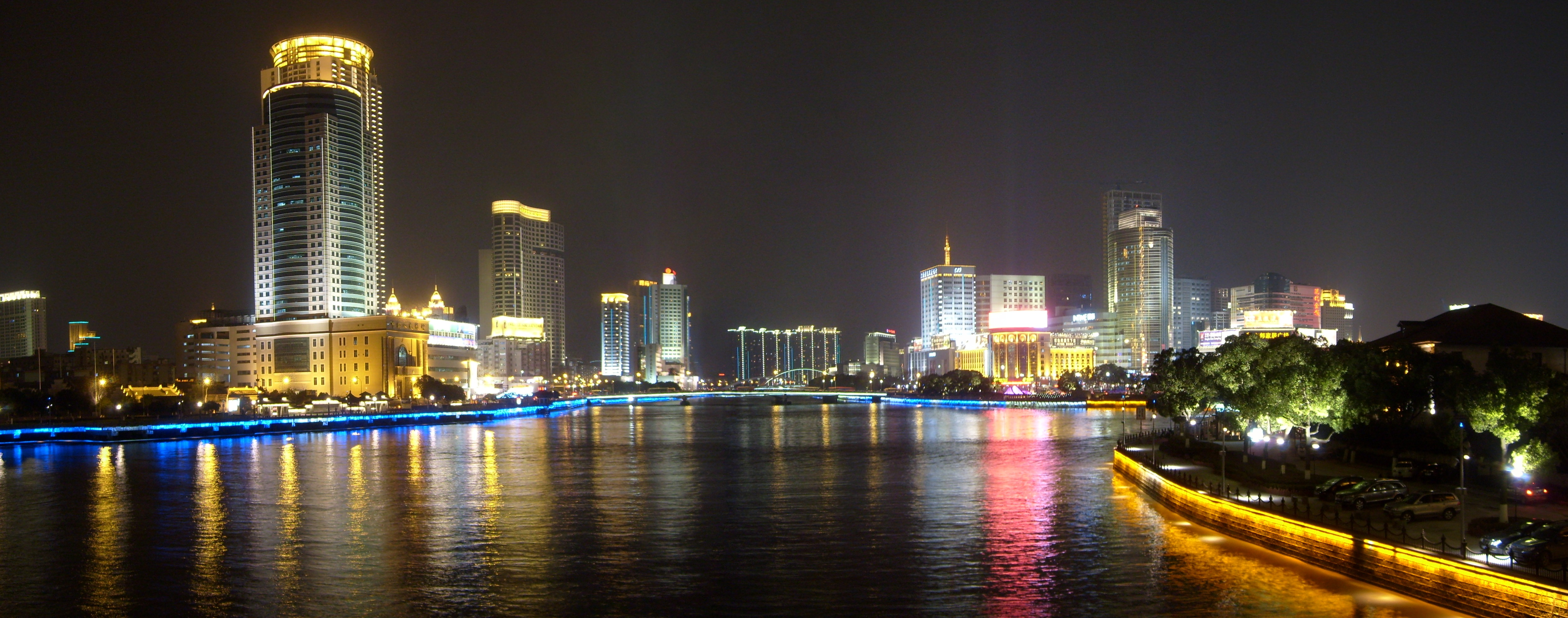
Imatge nocturna de Ningbo.

El Torneig de Ningbo, conegut oficialment com a Ningbo Open, és un torneig de tennis professional que es disputa anualment sobre pista dura a Ningbo, Zhejiang, Xina. Actualment pertany als WTA 250 del circuit WTA femení.
El torneig de va crear l'any 2010 dins el circuit ITF en la categoria de 100K. L'any següent també va entrar al circuit Challenger masculí amb el nom de Ningbo Challenger. Entre els anys 2013 i 2014 va augmentar de categoria entrant als WTA 125K, però després va desaparèixer del circuit femení. En el cas de categoria masculina, va celebrar-se fins a l'any 2019, a causa de la pandèmia de COVID-19, i també va desaparèixer del circuit. No va ser fins a l'any 2023 que el torneig va tornar al circuit femení però ara ja dins la categoria WTA 250.

## Palmarès

### Individual femení
| Any         | Campiona            | Finalista            | Resultat         |
| ----------- | ------------------- | -------------------- | ---------------- |
| WTA 500     |                     |                      |                  |
| 2024        | Dària Kassàtkina    | Mirra Andreeva       | 6−0, 4−6, 6−4    |
| WTA 250     |                     |                      |                  |
| 2023        | Ons Jabeur          | Diana Shnaider       | 6−2, 6−1         |
| WTA 125     |                     |                      |                  |
| 2022 − 2015 | No disputat         | No disputat          | No disputat      |
| 2014        | Magda Linette       | Wang Qiang           | 3−6, 7−5, 6−1    |
| 2013        | Bojana Jovanovski   | Zhang Shuai          | 6−7(7), 6−4, 6−1 |
| Circuit ITF |                     |                      |                  |
| 2012        | Hsieh Su-wei        | Zhang Shuai          | 6−2, 6−2         |
| 2011        | Anastasiya Yakimova | Erika Sema           | 7−6(3), 6−3      |
| 2010        | Alberta Brianti     | Magdaléna Rybáriková | 6−4, 6−4         |

### Dobles femenins
| Any         | Campiona                        | Finalista                            | Resultat            |
| ----------- | ------------------------------- | ------------------------------------ | ------------------- |
| WTA 500     |                                 |                                      |                     |
| 2024        | Demi Schuurs Yuan Yue           | Nicole Melichar-Martinez Ellen Perez | 6−3, 6−3            |
| WTA 250     |                                 |                                      |                     |
| 2023        | Laura Siegemund Vera Zvonariova | Guo Hanyu Jiang Xinyu                | 4−6, 6−3, [10−5]    |
| WTA 125     |                                 |                                      |                     |
| 2022 − 2015 | No disputat                     | No disputat                          | No disputat         |
| 2014        | Arina Rodiónova Olga Savchuk    | Han Xinyun Zhang Kailin              | 4−6, 7−6(2), [10−6] |
| 2013        | Chan Yung-jan Zhang Shuai       | Irina Buryachok Oksana Kalashnikova  | 6−2, 6−1            |
| Circuit ITF |                                 |                                      |                     |
| 2012        | Shuko Aoyama Chang Kai-chen     | Tetiana Luzhanska Zheng Saisai       | 6−2, 7−5            |
| 2011        | Tetiana Luzhanska Zheng Saisai  | Chan Chin-wei Han Xinyun             | 6−4, 5−7, [10−4]    |
| 2010        | Chan Chin-wei Chen Yi           | Jill Craybas Olga Savchuk            | 6−3, 3−6, [10−8]    |